# 劳拉·威尔金森
劳拉·威尔金森（英語：Laura Wilkinson，1977年11月17日—），美国女子跳水运动员。她曾代表美国参加2000年、2004年和2008年夏季奥林匹克运动会跳水比赛，其中2000年奥运会获得一枚金牌。